# Reteporella gelida
Reteporella gelida är en mossdjursart som först beskrevs av Campbell Easter Waters 1904.  Reteporella gelida ingår i släktet Reteporella och familjen Phidoloporidae. Inga underarter finns listade i Catalogue of Life.